# Думанян, Виктор Хачатурович
Виктор Хачатурович Думанян (30 августа 1926 года, Баку, АзССР, СССР — 11 сентября, 2004 года, Москва, Россия) — советский и российский скульптор, член-корреспондент Российской академии художеств (1997). Народный художник Российской Федерации (2003).

## Биография

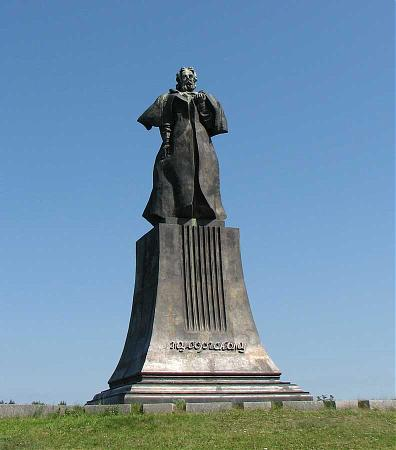
Памятник М. П. Мусоргскому в Карево на месте сгоревшего дома.

Памятник Учителю в Торопце

Родился 30 августа 1926 года в городе Баку Азербайджанской ССР. В 1938—1945 годах учился в средней музыкальной школе при Бакинской государственной консерватории по классу виолончели. В 1945—1946 годах учился в Бакинской государственной консерватории.
В 1946—1948 годах учился в Ереванском художественном училище им. Ф. Терлемезяна у Г. П. Агораняна.
В 1948—1954 годах учился в МГХИ им. Сурикова (мастерская Н. В. Томского). Его преподавателями были Д. П. Шварц и Н. И. Шильников. Своим учителем Виктор Думанян также считал Н. А. Удальцову. Дипломной работой была скульптура «Геологи».
С 1956 года принимал участие в художественных выставках. В 1957 году вступил в Союз художников СССР. В 1997 году избран членом-корреспондентом Российской академии художеств.
Жил и работал в Москве. Умер в Москве 11 сентября 2004 года.

## Творческая деятельность
- портреты: «Д. Д. Шостакович» (1964), «За клавесином В. А. Моцарт» (1967), «И. С. Бах», «Скрипач Л. Б. Коган» (оба — 1970), «Скульптор Ю. Г. Орехов» (1978), «Л. Ван Бетховен» (1969, 1970, 1982), «Композитор А. Скрябин» (1994-95, для Международного музыкального общества А. Скрябина), «Д. В. Сеземон» (1998), «А. С. Пушкин» (1999);
- памятники: маршалу Советского Союза Г. К. Жукову (д. Стрелковка, Калужская область, 1985), Петру I (г. Гжатск, 1986), М. П. Мусоргскому (с. Карево, Псковская обл., 1989); вариант — г. Екатеринбург, нач. 1990-х); С. С. Прокофьеву (г. Москва, 1991), художнику В. В. Васнецову (г. Москва, 1995), памятник Учителю в Торопце (Тверская область), мемориальная доска одному из пионеров космонавтики А. А. Штернфельду (1990), установленному в Малом Патриаршем переулке Москвы, а также медали.

## Награды
- Орден Дружбы народов (1986)
- Народный художник Российской Федерации (2003)[4]
- Заслуженный художник РСФСР (1982)